# Isolat
 Ikke at forveksle med isolerende sprog.
Et isolat (også isoleret sprog) er et sprog uden kendt slægtskab med andre sprog. Det kan i praksis være en sprogfamilie med et enkelt medlem. Blandt de bedst kendte og studerede isolerede sprog er baskisk (Frankrig og Spanien), burushaski (Pakistan), ainu (Japan), og koreansk (Korea). Historiske lingvister arbejder ofte hårdt på at påvise slægtskab mellem isolerede sprog og andre sprog eller sprogfamilier. Et sprog kan blive isoleret når andre beslægtede sprog uddør, og man formoder at nutidens isolerede sprog i fortiden var del af større sprogfamilier. En del fortidige sprog som nu er uddøde er så dårligt dokumenterede at man ikke har kunnet påvise slægtskab med andre sprog - men uklassificerede sprog er ikke nødvendigvis isolerede, bare udokumenterde. Isolerede sprog findes på alle kontinenter, og lingvisten Lyle Campbell optæller at der findes 136 isolerede sprog i dag.
 